# Kamet
Kamet (en hindi कामेत) és, amb 7.756 msnm, la segona muntanya més alta de Garhwal, a la regió d'Uttarakhand, rere el Nanda Devi. Es troba al districte de Chamoli, a la frontera amb el Tibet. És la tercera muntanya de l'Índia, tot i que aquesta posició minva si es tenen en compte els territoris en disputa amb el Pakistan i que formen part del Caixmir, i la 29a més alta del món. En aparença s'assembla a una piràmide gegant coronada per una zona plana al cim, que consta de dos pics.

## Ascensions
Els primers intents per pujar la muntanya es van dur a terme el 1855 pels germans Adolf i Robert Schlagintweit, que van arribar fins als 6.785 m d'altitud.
No va ser fins al 1931 quan es va aconseguir fer la primera ascensió del Kamet. Els responsables foren Frank Smythe, Eric Shipton, R.L. Holdsworth i Lewa Xerpa Sherpa, membres d'una expedició britànico-nepalí. Aquesta fita convertí aquest cim en el més alt escalat durant prop de cinc anys, fins al 1936, quan es va coronar el Nanda Devi. Amb tot, no era cap rècord mundial d'altura, ja que per aquells anys a l'Everest ja s'havien assolit els 8.000 metres, tot i que sense fer cim.

## Cims propers i secundaris
El Kamet esta envoltat per tres cims:
- Mukut Parbat, 7.242 m 97è del món, prominència = 840 m, 30° 57′ 08″ N, 79° 34′ 13″ E / 30.95222°N,79.57028°E, al nord-oest del Kamet. Ascendit per primera vegada el 1951.
- Abi Gamin, 7.355m prominència = 217 m 30° 55′ 57″ N, 79° 36′ 09″ E / 30.93250°N,79.60250°E, al nord nord-est del Kamet; unit al Kamet per la collada de Meade. Ascendit per primera vegada el 1950.
- Mana, 7.272m 92è del món, prominència = 720 m, 30° 52′ 52″ N, 79° 36′ 57″ E / 30.88111°N,79.61583°E, al sud sud-est del Kamet. Ascendit per primera vegada el 1937.

A banda d'aquests cims n'hi ha molts més sense una prominència destacable, com el Mana NW, 7.092 m, Point 6.977 m, Deoban, 6.855 m i Bidhan Parbat, 6.519 m.